# Perron Nul
Perron Nul was de benaming van het terrein naast het Centraal Station in Rotterdam waar in de jaren tussen 1987 en 1994 heroïneverslaafden hun methadon kregen en vrijelijk konden gebruiken.
Perron Nul staat synoniem voor een zeer roerige periode in de recente geschiedenis van Rotterdam. Het begon in 1987 met een project van dominee Hans Visser van de Pauluskerk die naast het station een aantal dakloze verslaafden wilde opvangen. In deze tijd was er zeer veel overlast in en rond het station van junks, dealers en alles wat eromheen hing. De verslaafden kregen een plek, op het parkeerterrein naast het station, waar hen methadon werd verstrekt, samen met schone spuiten. Ze konden deze drugs hier vrij gebruiken.
Na enige tijd bleek echter dat dit een aanzuigende werking had. Verslaafden uit heel Nederland, zelfs van ver over de landsgrenzen, arriveerden en maakten aanspraak op deze service. Op een gegeven moment bivakkeerden hier zo'n duizend zwaarverslaafde mensen. Dit bracht veel overlast met zich mee voor de vele treinreizigers en de mensen die in en om het station hun brood verdienden.
Het groeiende protest kwam in 1992 tot een apotheose toen een groep mariniers het plein wilde 'schoonvegen'. Door een tip aan de politie werd de actie op het laatste moment verijdeld. Taxichauffeurs hielpen enkele mariniers aan de politie te ontkomen, en lieten een dag later een reclamevliegtuigje rondcirkelen met de tekst "Mariniers bedankt!".
Er kwamen hekken om Perron Nul, dat zich inmiddels uitstrekte tot vrijwel het gehele parkeerterrein naast het Groothandelsgebouw. Maar de overlast bleef voortduren. De categorie zwaarverslaafden die op Perron Nul afkwam bestond uit mensen die naast een verslaving vaak ook met mentale problemen kampten, en door hun onvoorspelbare gedrag de passanten angst inboezemden.
Burgemeester Bram Peper gelastte de ontmanteling van de opvangplek. Tegenstanders, waaronder vooral Hans Visser, wezen erop dat, zo lang er geen alternatieve opvangplek was, de verslaafden zouden uitzwermen over de stad, met alle gevolgen van dien. Toch werd op 13 december 1994 Perron Nul definitief gesloten.
De drugsgerelateerde problemen rond ds. Vissers Pauluskerk en in achterstandswijken als Spangen en de Millinxbuurt namen daarna snel toe.